# Last Hurrah
«Last Hurrah» — сингл американської співачки Бібі Рекси. Він вийшов 15 лютого 2019, услід за синглами Рекси 2018 «I'm a Mess» та «Say My Name».

## Історія
Рекса розкрила обкладинку і дату виходу в соціальних мережах 7 лютого після того, як на певний час дражнили назву і ініціали "LH". Обкладинка зображує Рексу великим планом із червоним світлом у терновому вінці. Вона виконала пісню на Live with Kelly and Ryan 25 лютого у Долбі після 91 церемонії  "Оскар". Вона знову виконала пісню на Пізньому шоу зі Стівеном Кольбером 4 березня.

## Критика
Майк Васс із Idolator назвав трек "миттєво помітним та хорошим вибором" із "зухвалим" приспівом, кажучи, що "будь-який із саморуйнівної смуги або спритності для прийняття поганих рішень буде відчувати кожне слово".

## Чарти
| Чарт (2019)                                    | Найвища позиція |
| ---------------------------------------------- | --------------- |
| Австралія (ARIA)                               | 65              |
| Бельгія (Ultratip Flanders)                    | 44              |
| Бельгія (Ultratip Wallonia)                    | 23              |
| Канада (Canadian Hot 100)                      | 84              |
| Чехія (Singles Digitál Top 100)                | 30              |
| Німеччина (Official German Charts)             | 84              |
| Угорщина (Stream Top 40)                       | 19              |
| Ірландія (IRMA)                                | 32              |
| New Zealand Hot Singles (RMNZ)                 | 14              |
| Норвегія (VG-lista)                            | 10              |
| Португалія (AFP)                               | 89              |
| Румунія (Airplay 100)                          | 98              |
| Шотландія (Official Charts Company)            | 30              |
| Словаччина (Singles Digitál Top 100)           | 22              |
| Швеція (Sverigetopplistan)                     | 57              |
| Швейцарія (Media Control AG)                   | 77              |
| Велика Британія (Official Charts Company)      | 64              |
| США Bubbling Under Hot 100 Singles (Billboard) | 1               |
| США (Adult Top 40) (Billboard)                 | 37              |
| США (Mainstream Top 40) (Billboard)            | 22              |